# Navalonguilla
Navalonguilla es un municipio y localidad española de la provincia de Ávila, en la comunidad autónoma de Castilla y León. El término municipal, perteneciente al partido judicial de Piedrahíta, tiene una población de 185 habitantes (INE 2024). 

## Geografía
Navalonguilla limita al norte con Tormellas, al oeste con Bohoyo y al sur diversas cumbres del macizo occidental de Gredos hacen de frontera natural con la provincia de Cáceres.
El término municipal se encuentra íntegramente en la parte occidental del parque regional Sierra de Gredos y comprende todo el curso alto de la Garganta de los Caballeros, desde su nacimiento en la laguna homónima. La altura máxima del término municipal se sitúa en el pico de la Covacha de 2399 metros sobre el nivel del mar, en el límite con la parte extremeña de la comarca de la Vera.
Debido a las diferencias de altitud entre las distintas zonas del municipio posee una gran riqueza de recursos forestales y ganaderos: pastos, encinares, pinares, cursos fluviales y vegetación del alta montaña. En las zonas altas del mismo se encuentran especies endémicas amenazadas como la cabra hispánica.
Se encuentra a 89 km de Ávila capital.
| Noroeste: Nava del Barco               | Norte: Tormellas                                                                                  | Noreste: Bohoyo                          |
| Oeste: Puerto Castilla, Nava del Barco |                                                                                                   | Este: Bohoyo                             |
| Suroeste Losar de la Vera (Cáceres)    | Sur: Viandar de la Vera (Cáceres), Valverde de la Vera (Cáceres), Villanueva de la Vera (Cáceres) | Sureste: Villanueva de la Vera (Cáceres) |

### Clima
| Parámetros climáticos promedio de Navalonguilla en el periodo 1961-2003                                                             | Parámetros climáticos promedio de Navalonguilla en el periodo 1961-2003 | Parámetros climáticos promedio de Navalonguilla en el periodo 1961-2003 | Parámetros climáticos promedio de Navalonguilla en el periodo 1961-2003 | Parámetros climáticos promedio de Navalonguilla en el periodo 1961-2003 | Parámetros climáticos promedio de Navalonguilla en el periodo 1961-2003 | Parámetros climáticos promedio de Navalonguilla en el periodo 1961-2003 | Parámetros climáticos promedio de Navalonguilla en el periodo 1961-2003 | Parámetros climáticos promedio de Navalonguilla en el periodo 1961-2003 | Parámetros climáticos promedio de Navalonguilla en el periodo 1961-2003 | Parámetros climáticos promedio de Navalonguilla en el periodo 1961-2003 | Parámetros climáticos promedio de Navalonguilla en el periodo 1961-2003 | Parámetros climáticos promedio de Navalonguilla en el periodo 1961-2003 | Parámetros climáticos promedio de Navalonguilla en el periodo 1961-2003 |
| Mes | Ene.                                                                    | Feb.                                                                    | Mar.                                                                    | Abr.                                                                    | May.                                                                    | Jun.                                                                    | Jul.                                                                    | Ago.                                                                    | Sep.                                                                    | Oct.                                                                    | Nov.                                                                    | Dic.                                                                    | Anual                                                                   |
| --- | ----------------------------------------------------------------------- | ----------------------------------------------------------------------- | ----------------------------------------------------------------------- | ----------------------------------------------------------------------- | ----------------------------------------------------------------------- | ----------------------------------------------------------------------- | ----------------------------------------------------------------------- | ----------------------------------------------------------------------- | ----------------------------------------------------------------------- | ----------------------------------------------------------------------- | ----------------------------------------------------------------------- | ----------------------------------------------------------------------- | ----------------------------------------------------------------------- |
| Precipitación total (mm) | 130.7                                                                   | 87.9                                                                    | 83.3                                                                    | 89.2                                                                    | 92.8                                                                    | 46.2                                                                    | 15.6                                                                    | 17.2                                                                    | 67.2                                                                    | 123.5                                                                   | 150.5                                                                   | 134.4                                                                   | 1038.5                                                                  |
| Fuente: Ministerio de Agricultura, Alimentación y Medio Ambiente. Datos de precipitación para el periodo 1961-2003 en Navalonguilla |                                                                         |                                                                         |                                                                         |                                                                         |                                                                         |                                                                         |                                                                         |                                                                         |                                                                         |                                                                         |                                                                         |                                                                         |                                                                         |

## Demografía
Además de en el núcleo principal la población se agrupa también en el lugar anejo de Navalguijo.
El municipio tiene una superficie de 90.75 km2. En 2022 tenía una población de 205 habitantes y una densidad de 2.25 hab/km2.
| Gráfica de evolución demográfica de Navalonguilla entre 1842 y 2021                                                   |
| |
| Población de derecho según los censos de población del INE. Población de hecho según los censos de población del INE. |

| Gráfica de evolución demográfica de Navalonguilla entre 1998 y 2022 |
|                                                                     |
| Población a 1 de enero según el padrón municipal del INE.           |

## Administración y política

### Elecciones municipales de 2011
- Partido Popular: 181 votos, 7 concejales.
- Partido Socialista Obrero Español: 8 votos, 0 concejales.
- Votos en blanco: 2 (1,05%).
- Abstenciones: 105 (35,47%).

## Servicios
El municipio dispone de diversos bares, casas rurales y un hostal-camping. Los niños en edad escolar acuden a clase en El Barco de Ávila. 